# (74082) 1998 OM3
(74082) 1998 OM3 – planetoida z pasa głównego asteroid okrążająca Słońce w ciągu 3,77 lat w średniej odległości 2,42 j.a. Odkryta 23 lipca 1998 roku.